# Lista de cronistas brasileiros
Esta é uma lista de cronistas brasileiros.

## B
- Benjamim Costallat

## C
- Carlos Drummond de Andrade
- Carlos Heitor Cony
- Clarice Lispector
- Cecília Meireles
- Cidinha da Silva

## D
- Dinah Silveira de Queiroz
- Domingos

## F
- Fernando Leite Mendes
- Fernando Sabino
- Fernanda Takai

## J
- João do Rio

## K
- Kátya Chamma

## L
- Lima Barreto
- Luís Fernando Veríssimo

## M
- Machado de Assis
- Manuel Antônio de Almeida
- Manuel da Fonseca
- Menotti del Picchia
- Marcelo Mirisola
- Martha Medeiros
- Miguel Sousa Tavares
- Mario Prata
- Millôr Fernandes
- Miguel Falabella

## P
- Paulo Mendes Campos
- Paulo Henriques Britto

## R
- Rachel de Queiróz
- Rubem Braga
- Roberto Drummond

## V
- Vinicius de Moraes